# Ettore Majorana
Ettore Majorana (n. 5 august 1906, Catania, Italia – dispărut în 1938) a fost un cunoscut fizician italian care a dispărut în mod misterios în anul 1938.

## Biografie
Penultimul dintre cinci frați, Ettore Majorana s-a născut în Catania, Italia, pe 5 august 1906, fiind fiul lui Fabio Massimo Majorana ( 1875 - 1934) și al Dorinei Corso (1876 - 1965).
Într-un cunoscut eseu, laureatul premiului Nobel pentru fizică Enrico Fermi s-a referit la Ettore Majorana:
În lume există diverse categorii de oameni de știință, de-al doilea și al treilea rang, ei își fac cel mai bine
treaba, dar nu ajung departe. Există, de asemenea, oameni de știință de prim rang, de la care ne vin descoperirile de mare importanță, fundamentale pentru dezvoltarea științei. Dar există apoi și oameni geniali ca Galileo și Newton. Ei bine Ettore Majorana a fost unul dintre ei.”